# ويليام سانكروفت
ويليام سانكروفت (بالإنجليزية: William Sancroft)‏ (من مواليد 30 يناير 1617 وتوفي في 24 نوفمبر من عام 1693)، الرئيس التاسع والسبعون لأساقفة كانتربيري، وكان واحدًا من الأساقفة السبعة الذين سجنوا في عام 1688 بتهمة التشهير ضد جيمس الثاني ملك إنجلترا لمعارضته إعلان الصلح الذي أصدره الملك.

## حياته
ولد سانكروفت داخل بناء أفورد هول في قرية فريسينغفيلد في مقاطعة سوفولك الإنجليزية، لفرانسيس سانكروفت (من مواليد عام 1580 وتوفي في 1631)، ومارغريت بوتشر سانكروفت (من مواليد عام 1594 وتوفيت في 1631). تلقى سانكروفت تعليمه في مدرسة بوري سانت أدموندز الثانوية المجانية، وحصل في شهر سبتمبر من عام 1633، على قبول في كلية إيمانيول في جامعة كامبريدج والتحق بها بشكل نظامي في عام 1634. كان عمّه، ويليام سانكروفت الأكبر، حينها عميدًا للكلية. حصل سانكروفت على درجة البكالوريس في عام 1638 وعلى درجة الماجستير في عام 1641 وحصل على زمالة الجامعة في عام 1642. تعرض سانكروفت للطرد من الجامعة في عام 1649 لرفضه «المشاركة». بقي سانكروفت بعد ذلك خارج الجامعة حتى عصر الاسترداد، وذلك بعد أن اختير كواعظ جامعي، وانتخب في عام 1662 عميدًا لكليته الأم، كلية إيمانيول بجامعة كامبردج، وخدم في منصبه هذا حتى عام 1665. في عام 1663، رُشح سانكروفت لعمادة مدينة يورك، وأصبح في عام 1664 كبير كهنة كاتدرائية القديس بولس، وساهم بمبلغ 1400 جنيه إسترليني لإعادة إعمارها بعد حريق لندن الكبير. قام سانكروفت أيضًا بإعادة إعمار بناء العمادة، وحسن من مصادر دخله. تعرض سانكروفت للعديد من الانتقادات بسبب مغادرته لمدينة لندن بعد انتشار مرض الطاعون عام 1665، لكنه رد على هذا الانتقادات بقوله إنه لم يكن الوحيد في فعلته هذه، فكل أفراد الطبقة العليا في البلاد فعلوا الأمر ذاته. 

## روابط خارجية
- ويليام سانكروفت على موقع الموسوعة البريطانية (الإنجليزية)